# Kia Motors
Kia Motors (korejsko 기아자동차 - Gia Jadongcha) je južnokorejski proizvajalec motornih vozil. S 2 800 000 proizvedenimi vozili (2103) je za Hyundai Motor Company drugi največji avtomobilski proizvajalec v državi, slednji ima v lasti 33,88% delnic Kie. Sedež podjetja je v glavnem mestu Seoul. 